# 格利澤3306
格利泽3306是一顆位於波江座附近的白矮星，距離地球約30.6光年。